# Jonas Mendes
Jonas Asvedo Mendes (Cabienque, Guinee-Bissau, 20 november 1989) is een Guinee-Bissause profvoetballer die als doelman speelt.
Mendes speelde van 2007 tot 2019 bij verschillende Portugese clubs. Van 2019 tot 1 juli 2021 stond hij onder contract bij de Zuidafrikaanse club Black Leopards. Mendes speelde in het nationale elftal van Guinee-Bissau in het Afrikaans kampioenschap voetbal in 2017 en 2019. Hij was in 2021 lid van het nationale voetbalteam dat in de CAF uitgeschakeld werd voor kwalificatie voor het WK in 2022.